# Pietro Cazzola
Pietro Cazzola (Schio, 10 giugno 1808 – Schio, 2 febbraio 1872) è stato un imprenditore italiano, fondatore dell'omonimo lanificio.

## Biografia
Prima di mettersi in proprio, lavorò come incollatore al Lanificio Rossi e in autonomia. Fondò successivamente il lanificio omonimo, l'azienda di famiglia è stata successivamente ingrandita dal figlio Luigi alla fine del XIX secolo. Durante la prima guerra mondiale una parte della fabbrica fu destinata ad ospedale militare (una targa di marmo ricorda il soggiorno dello scrittore statunitense Ernest Hemingway) e successivamente la tessitura fu trasferita presso Vedano al Lambro.
Il lanificio fu gestito da discendenti di Pietro Cazzola fino al 1955, poi fu guidato da diversi gruppi industriali, ed infine cessò definitivamente l'attività nel 1991.